# Vence (Maas)
Die Vence ist ein rund 33 km langer Fluss in der französischen Region Grand Est, das im Département Ardennes verläuft. Sie ist ein linker und südwestlicher Zufluss der  Maas.

## Geographie

### Verlauf
Die Vence entspringt auf einer Höhe von etwa 221 m im Gemeindegebiet von Launois-sur-Vence.
Sie entwässert generell Richtung Ost bis Nordost und wird dabei auf einen Großteil ihres Flussverlaufes von der Autobahn A34 sowie der parallel verlaufenden Bahnstrecke Reims – Rethel – Charleville-Mézières begleitet.
Sie  mündet schließlich auf einer Höhe von ungefähr 143 m in den südlichen Vororten von Charleville-Mézières von links in die Maas. Ihr Lauf endet ungefähr 78 Höhenmeter unterhalb ihres Ursprungs, sie hat somit ein mittleres Sohlgefälle von etwa 2,4 ‰.

### Zuflüsse
Von der Quelle zur Mündung. Daten nach SANDRE
- Ruisseau de la Truie (rechts), 1,8 km
- Ruisseau d'Hameuzy (rechts), 3,2 km
- Ruisseau de Jandun (links), 3,1 km
- Ruisseau de la Noue Hamier (rechts), 2,8 km
- Ruisseau de Barbileuse (links), 2,0 km
- Ravin de Terron (rechts), 5,3 km
- Ruisseau de Franc-Lieu (links), 4,6 km
- Ruisseau de Damru (rechts), 1,8 km
- Ruisseau de la Suette (rechts), 1,5 km
- Ruisseau de Clefay (links), 3,1 km
- Ruisseau du Relais (rechter Nebenarm)

### Orte am Fluss
(Reihenfolge in Fließrichtung)
- Launois-sur-Vence
- Montigny-sur-Vence
- Poix-Terron
- Yvernaumont
- Saint-Pierre-sur-Vence
- Boulzicourt
- La Francheville
- Mohon, Gemeinde Charleville-Mézières

## Hydrologie
An der Mündung der Vence in die Maas beträgt die mittlere Abflussmenge (MQ)  2,2 m³/s; das Einzugsgebiet umfasst dort 129,5 km².
In der Pegelstation Francheville wurde über einen Zeitraum von 52 Jahren (1968–2020) die durchschnittliche jährliche Abflussmenge der Vence  berechnet. Das Einzugsgebiet entspricht an dieser Stelle mit 124 km² etwa 95,8 % des vollständigen Einzugsgebietes des Flusses.
Die Abflussmenge der Vence mit dem Jahresdurchschnittwert von 2,18 m³/s, schwankt im Laufe des Jahres relativ stark. Die höchsten Wasserstände werden in den Wintermonaten Dezember bis März gemessen. Ihren Höchststand erreicht die Abflussmenge mit 4,21 m³/s im Januar. Von April an geht die Schüttung Monat für Monat zurück und erreicht ihren niedrigsten Stand im September mit 0,74 m³/s, um danach wieder von Monat zu Monat anzusteigen.